# Piloto Atlético Clube
O Piloto Atlético Clube foi um clube de futebol brasileiro, sediado em Brasília, no Distrito Federal. Disputava o campeonato brasiliense. Disputou o campeonato nos anos de 1970 e 1972. O Piloto Atlético Clube foi fundado em 25 de agosto de 1967, após reunião realizada na sala nº 703, no 7º andar do Edifício Seguradoras – IRB, da qual participaram 27 pessoas.

## Primeira diretoria
Sua primeira diretoria foi assim formada: Presidente – Carlos Adalberto Estuqui; Vice-Presidente – Idílio Lóss; Secretário – Renato Antônio Maia; Vice-Secretário – José Eduardo Perdigão da Cunha; Tesoureiro – Lacir Evander Coutinho; Vice-Tesoureiro – Márcio Cyrne de Macedo; Diretor de Esportes – Sirineu Lasmar de Melo; Diretor Social – Dirceu Ramos da Silva; Diretor de Patrimônio – Martiniano Alves Coelho; Diretor Técnico – Alício Santos. Suplentes da Diretoria – Carmelito Cardoso da Silva, Luiz Araújo de Souza, José Gonçalves Ribeiro Filho, Hilton Ladislau de Moura e José Paulino da Silva.
Depois de efetivarem a composição do Conselho Deliberativo e do Conselho Fiscal, foram definidas que as cores cinza e branca seriam as oficiais do clube, a figurarem em bandeiras, flâmulas, uniformes e em todos os papéis do clube.

## Campeonato brasiliense de 1969
Embora fundado na vigência do profissionalismo, só disputou campeonatos amadores. Filiou-se à Federação Desportiva de Brasília em 1969, quando tomou parte do campeonato daquele ano.
Seu começo foi animador. Em sua primeira participação oficial, no dia 20 de abril de 1969, no Estádio Pelezão, com arbitragem de Silvio Fernandes, venceu o Atlas por 7 x 0. Magno (2), Melinho (2), Lula, Orlando e Paulo Roberto (contra) marcaram os gols do Piloto.
Aplicou outra goleada no dia 26 de abril, desta vez sobre o Alvorada, por 4 x 0. Empatou em 0 x 0 com o Serviço Gráfico em 4 de maio, venceu o Unidos de Sobradinho por 2 x 1 (11.05) e conheceu sua primeira derrota em 18 de maio, diante do Rabello (3 x 2). No total, no primeiro turno, foram 10 jogos. Ficou em quinto lugar no Grupo A, o que lhe deu o direito de passar para a Fase Final, que reuniria doze clubes (os seis primeiros colocados de cada grupo).
Também começou bem a Fase Final, com vitórias sobre dois fortes times de Taguatinga: 3 x 2 no Flamengo e 1 x 0 no Brasília. Depois disso, perdeu mais do que ganhou e ficou com a oitava colocação. Foram onze jogos, com cinco vitórias, um empate e cinco derrotas. Marcou 14 gols e sofreu 19.
Defenderam o Piloto os goleiros Moacir e Marcinho; os zagueiros Orlando, Moacir II, Walmar, Délio, Japão, Afonsinho, Maruim e Jackson e os atacantes Sabino, Melinho, Tote, Baixinho, Lula, Irineu, Borales, Alemão, Magno e Sinval.

## Ano de 1970
Foi muito mal nas duas competições oficiais que disputou em 1970. Na primeira, o Torneio “Governador Hélio Prates da Silveira”, com oito equipes participando, ficou com a sétima colocação. Nos sete jogos que disputou, venceu apenas um, empatou dois e perdeu quatro. Foram oito gols a favor e treze contra.
Também não foi nada bem no campeonato oficial de 1970, disputado por dez equipes, quando chegou na oitava colocação, não se classificando para disputar a Fase Final (somente os seis primeiros colocados a disputaram). Com apenas duas vitórias e três empates nos seus 9 jogos, somou sete pontos. Seu artilheiro foi Paulinho, com cinco gols.
Como curiosidade, registramos que o primeiro jogo na Loteria Esportiva envolvendo clubes de Brasília aconteceu no Concurso Teste nº 16, com jogos nos dias 19 e 20 de setembro de 1970. Neste jogo, o Piloto perdeu para o Planalto, por 2 x 1. Coluna 2!

## Crise e abandono de competições
Em 1971, quase chegou ao fundo do poço. Novamente foi muito mal no Torneio Governador do Distrito Federal, chegando ao ponto máximo de ser penalizado com a perda de pontos em alguns jogos por não estar em dia com os “cofres” da Federação Desportiva de Brasília. Ficou com a nona posição, na frente apenas de Coenge e CSU, que desistiram do campeonato antes do seu término.
Seu último jogo aconteceu em 9 de maio de 1971, com vitória de 2 x 1 sobre o Gaminha, pelo Torneio Candango, no campo da Cultural Mariana, em Gama, com arbitragem de Amauri de Barros. Itamar e Zé Grilo marcaram para o Piloto e Chiquinho para o Gaminha.
Três dias depois (12.05.1971), o Piloto encaminhou ofício a Federação Desportiva de Brasília solicitando dispensa da participação nos três últimos jogos do Torneio Candango. Apesar de ter a solicitação indeferida, ainda assim não compareceu aos jogos.
A situação ficou tão crítica que nem se inscreveu para participar do campeonato de 1971.

## Retorno
Retornou em 1972, quando tentou montar um bom time com as contratações de jogadores veteranos, como o goleiro Matil e o ponteiro Manoelzinho (ambos ex-Civilsan), e jovens promessas, como Péricles de Carvalho (ex-Defelê).
Chegou na quarta colocação, com a seguinte campanha: 12 jogos, 4 vitórias, 4 empates e 4 derrotas. Marcou 13 gols e sofreu 16. Totalizou 12 pontos ganhos. Sete equipes participaram desse campeonato, vencido pela A. A. Serviço Gráfico. Péricles foi o artilheiro do time com 4 gols.
Como consolo, ganhou a Taça Disciplina, com 11 pontos negativos.
Defenderam o Piloto em 1972 os seguintes jogadores:
Goleiros: Bonomo, Toninho, Matil, Waldemar e Ernani; Defensores: Célio, Walter, Junior, Quarenta, Lima, Amaury e Piau; Atacantes: Manoelzinho, Paiva, Sabará, Heitor, Paulinho, Valdecy, Tião, Péricles, Zé Grilo e Zequinha. O treinador era Didi de Carvalho.

## Desfiliação
Quando se esperava por um equilíbrio, isso não aconteceu. Em 1973, chegou a se inscrever no campeonato, mas depois desistiu, antes do seu início (em 25 de agosto de 1973).
Desfiliou-se neste mesmo ano, segundo algumas fontes após perder o apoio da TCB – Transportes Coletivos de Brasília, empresa estatal de transportes do Governo do Distrito Federal.